# Xixia, Yinchuan
Xixia är ett stadsdistrikt i Yinchuan, huvudstad i den autonoma regionen Ningxia i nordvästra Kina.